# Ramannapeta
Ramannapeta es una ciudad censal situada en el distrito de Yadadri Bhuvanagiri en el estado de Telangana (India). Su población es de 10202 habitantes (2011). Se encuentra a 83 km de Hyderabad, la capital del estado

## Demografía
Según el censo de 2011 la población de Ramannapeta era de 10202 habitantes, de los cuales 5186 eran hombres y 5016 eran mujeres. Ramannapeta tiene una tasa media de alfabetización del 77,45%, superior a la media estatal del 67,02%: la alfabetización masculina es del 86,26%, y la alfabetización femenina del 68,43%